# ديفيد بي. كيرتز
ديفيد بي. كيرتز هو سياسي أمريكي، ولد في 1819 في بنسيلفانيا في الولايات المتحدة، وتوفي في 23 مارس 1898 في San Luis Rey, Oceanside, California ‏ في الولايات المتحدة. نشط حزبياً في حزب اليمين والحزب الديمقراطي. وقد انتخب عضو مجلس ولاية كاليفورنيا ‏ وانتخب عضو جمعية ولاية كاليفورنيا ‏ وانتخب عمدة سان دييغو ‏.